# مقاطعة أوتاوا (ميشيغان)
مقاطعة أوتاوا هي مقاطعة في ميشيغان، بلغ عدد سكانها 263٬801  نسمة، في 2010، عاصمتها غراند هيفن، تبلغ مساحتها 4٬227 كيلومتر مربع.

## الموقع
تشترك في الحدود مع:
- مقاطعة موسكيغون (ميشيغان)
- مقاطعة راسين (ولاية ويسكونسن)
- مقاطعة كينت
- مقاطعة أليغان (ميشيغان)
- مقاطعة ميلووكي.

## التقسيمات الإدارية
- غراند هيفن.